# Derrick Rowland
Derrick Rowland, né le 21 juin 1959 à Brookhaven, aux États-Unis, est un ancien joueur et entraîneur américain de basket-ball. Il évolue au poste d'arrière. 

## Palmarès
- Meilleur marqueur du championnat de France 1989-1990